# Veliko Polje (Zágráb)
Buzin falu Zágráb közigazgatási területén Horvátországban, a főváros déli részén. Ma Zágráb Novi Zagreb – istok városnegyedéhez tartozik.

## Fekvése
Zágráb városközpontjától 11 km-re délre, az A3-as és az A11-es autópálya között, Velika Mlaka nyugati szomszédságában fekszik.

## Története
Veliko Poljét a 20. század 80-as éveiben hozták létre új, városközeli lakónegyedként. Kezdetben teljes infrastruktúrája a szomszédos, régebbi Velika Mlaka településre támaszkodott. Csak a közelmúltban épültek fel új (többnyire szolgáltatási) létesítményei a Većeslav Holjevac sugárút és a Veliko Poljska utca mentén, de Veliko Polje lakói továbbra is elsősorban a velika mlakai létesítmények (általános iskola, óvoda, egészségügyi központ, templom, posta, olvasóterem, önkéntes tűzoltóság stb.) használatára kényszerülnek vagy Zágráb városának létesítményeit veszik igénybe. Veliko Polje 1991-től a független Horvátország része. 1991-ben 499 főnyi lakosságának 72%-a horvát, 15%-a szerb, 6%-a muszlim, 2%-a jugoszláv nemzetiségű volt. Azóta a lakosság száma gyorsan növekedett.  2011-ben 1668 lakosa volt.

## Népessége
| Lakosság változása | Lakosság változása | Lakosság változása | Lakosság változása | Lakosság változása | Lakosság változása | Lakosság változása | Lakosság változása | Lakosság változása | Lakosság változása | Lakosság változása | Lakosság változása | Lakosság változása | Lakosság változása | Lakosság változása | Lakosság változása |
| ------------------ | ------------------ | ------------------ | ------------------ | ------------------ | ------------------ | ------------------ | ------------------ | ------------------ | ------------------ | ------------------ | ------------------ | ------------------ | ------------------ | ------------------ | ------------------ |
| 1857               | 1869               | 1880               | 1890               | 1900               | 1910               | 1921               | 1931               | 1948               | 1953               | 1961               | 1971               | 1981               | 1991               | 2001               | 2011               |
| 0                  | 0                  | 0                  | 0                  | 0                  | 0                  | 0                  | 0                  | 0                  | 0                  | 0                  | 0                  | 0                  | 499                | 1.104              | 1.668              |

## Oktatás
Jelenleg csak a Travno óvodanak van egy helyi területi óvodája településen 6 óvónővel,
akik 124 gyermekkel foglalkoznak. Az óvoda egy felújított lakó- és kereskedelmi célú épületben működik. A település nincs általános iskola vagy más közintézmény. Megindult a terv kidolgozása az iskola, óvoda, sportpályák, piac, valamint a település központi terének megépítésére.